# 11180 Brentperlman
11180 Brentperlman este o planetă minoră (asteroid), cu un diametru de 9,67 km, din centura de asteroizi. A fost descoperită pe 31 martie 1998 la Magdalena Ridge Observatory⁠(d) de Lincoln Near-Earth Asteroid Research. 
Obiectul prezintă o orbită caracterizată de o semiaxă mare de 2,7323907 UAi, o excentricitate de 0,08, o înclinație de 4,7044 ° în raport cu ecliptica.